# Teden smučarskih poletov
Teden smučarskih poletov (tudi Mednarodni teden smučarskih poletov) je bilo športno tekmovanje v smučarskih poletih, ki ga je med letoma 1953 in 1989 organizirala Mednarodna smučarska organizacija na letalnicah Kulm, Bratov Gorišek oz. Bloudkovi velikanki, Heini Klopfer, Vikersundbakken, Čertak in Copper Peak. Veljalo je za tretje najpomembnejše tekmovanje v koledarju smučarskih skokov po Turneji štirih skakalnic in festivalu Holmenkollen. Tekmovanje se je sčasoma preoblikovalo v Svetovno prvenstvo v smučarskih poletih, ki poteka od leta 1972, in Svetovni pokal v smučarskih poletih, ki poteka od leta 1980. Zmagovalec tekmovanja je bil skakalec, ki je dosegel največji seštevek točk na vseh tekmah prizorišča. Med letoma 1953 in 1989 je tekmovanje potekalo štiridesetkrat, od sezone 1971/72 je Mednarodna smučarska organizacija ustanovila še Pokal KOP, ki je upošteval dosežene točke v Tednu smučarskih poletov in na Svetovnem prvenstvu v smučarskih poletih.

## Zmagovalci
| Sezona  | Zmagovalec                         | Toč.          | Tekme                                                                      |
| ------- | ---------------------------------- | ------------- | -------------------------------------------------------------------------- |
| 1988/89 | Ole Gunnar Fidjestøl               | 356,1         | TSP 18-19.03.1989 – Harrachov                                              |
| 1987/88 |                                    |               |                                                                            |
| 1986/87 | Andreas Felder                     | 564,0         | TSP 14-15.03.1987 – Planica                                                |
| 1985/86 | Andreas Felder                     | 721,5         | TSP 15-16.02.1986 – Vikersund                                              |
| 1984/85 | Ole Gunnar Fidjestøl               | 366,5         | TSP 23-24.02.1985 – Harrachov                                              |
| 1983/84 | Matti Nykänen                      | 783,5         | TSP 17-18.03.1984 – Oberstdorf                                             |
| 1982/83 | Matti Nykänen                      | 1084,5        | TSP 18-20.02.1983 – Vikersund                                              |
| 1981/82 | Hubert Neuper                      | 1172,5        | TSP 12-14.03.1982 – Tauplitz/Bad Mitterndorf                               |
| 1980/81 | Alois Lipburger                    | 572,0         | TSP 13-15.02.1981 – Ironwood                                               |
| 1979/80 | Per Bergerud                       | 753,0         | TSP 29.02-02.03.1980 – Vikersund                                           |
| 1979/80 | Steve Collins                      | 726,5         | TSP 27-30.03.1980 – Harrachov                                              |
| 1978/79 | Andreas Hille                      | 1213,0        | TSP 02-04.03.1979 – Oberstdorf                                             |
| 1977/78 | Peter Leitner Henry Glaß           | 1109,0 1131,5 | TSP 02-05.03.1978 – Tauplitz/Bad Mitterndorf TLN 02-05.03.1978 – Ironwood  |
| 1976/77 | Reinhold Bachler                   | 574,5         | TSP 18-20.03.1977 – Planica                                                |
| 1975/76 | Hans-Georg Aschenbach Toni Innauer | 395,5 614,5   | TSP 27-29.02.1976 – Ironwood TLN 04-07.03.1976 – Oberstdorf                |
| 1974/75 | Reinhold Bachler                   | 343,5         | TSP 21-23.02.1975 – Vikersund                                              |
| 1973/74 | Walter Steiner                     | 533,5         | TSP 15-17.03.1974 – Planica                                                |
| 1972/73 |                                    |               | TLN 23-25.02.1973 – Vikersund                                              |
| 1971/72 |                                    |               |                                                                            |
| 1970/71 | Frithjof Prydz                     | 759,5         | TSP 26-28.02.1971 – Vikersund TLN 19-21.03.1971 – Tauplitz/Bad Mitterndorf |
| 1969/70 | Jiří Raška Josef Matouš            | 667,0 386,0   | TSP 27.02-01.03.1970 – Ironwood TLN 06-08.03.1970 – Oberstdorf             |
| 1968/69 | Bjørn Wirkola Jiří Raška           | 546,5 895,0   | TSP 07-09.03.1969 – Vikersund TLN 21-23.03.1969 – Planica                  |
| 1967/68 | Zbyněk Hubač                       | 345,0         | TSP 01-03.03.1968 – Tauplitz/Bad Mitterndorf TLN 08-10.03.1968 – Vikersund |
| 1966/67 | Lars Grini Reinhold Bachler        | 647,3 305,0   | TSP 10-12.02.1967 – Oberstdorf TLN 10-12.03.1967 – Vikersund               |
| 1965/66 | Jiří Raška                         | 460,0         | TSP 25-27.03.1966 – Planica                                                |
| 1964/65 | Henrik Ohlmeyer                    | 450,9         | TSP 19-21.03.1965 – Tauplitz/Bad Mitterndorf                               |
| 1963/64 | Kjell Sjöberg                      | 459,7         | TSP 14-16.02.1964 – Oberstdorf                                             |
| 1962/63 | Dieter Bokeloh                     | 463,6         | TSP 22-24.03.1963 – Planica                                                |
| 1961/62 | Helmut Recknagel                   | 477,5         | TSP 02-04.03.1962 – Tauplitz/Bad Mitterndorf                               |
| 1960/61 | Helmut Recknagel                   | 461,0         | TSP 23-26.02.1961 – Oberstdorf                                             |
| 1959/60 | Helmut Recknagel                   | 462,6         | TSP 25-27.03.1960 – Planica                                                |
| 1958/59 | Torbjørn Yggeseth                  | 668,6         | TSP 20-22.03.1959 – Tauplitz/Bad Mitterndorf                               |
| 1957/58 | Helmut Recknagel                   | 364,8         | TSP 21-23.03.1958 – Oberstdorf                                             |
| 1956/57 | Helmut Recknagel                   | 460,9         | TSP 08-10.03.1957 – Planica                                                |
| 1955/56 | Werner Lesser                      | 428,9         | TSP 09-11.03.1956 – Tauplitz/Bad Mitterndorf                               |
| 1954/55 | Hemmo Silvennoinen                 | 452,5         | TSP 25-27.02.1955 – Oberstdorf                                             |
| 1953/54 | Ossi Laaksonen                     | 327,0         | TSP 12-14.03.1954 – Planica                                                |
| 1952/53 | Josef Bradl                        | 449,8         | TSP 28.02-02.03.1953 – Tauplitz/Bad Mitterndorf                            |